# Torre del Reloj (Horta)
La torre del Reloj de la freguesia de Angústias, en el municipio de Horta (Archipiélago de las Azores, Portugal), es el campanario de una iglesia desaparecida. La iglesia se construyó en torno al año 1500 y la torre, en el siglo XVIII.
La iglesia sufrió diversas vicisitudes. Fue incendiada por corsarios ingleses en 1597 junto con casi todas las iglesias del archipiélago. Fue reconstruida a principios del siglo XVII y posteriormente soportó varios terremotos que debilitaron su estructura, por lo que a finales del siglo XVIII se reforzó y se rehabilitó la iglesia. En 1825, cuando Portugal enfrentaba un periodo convulso de revoluciones, el edificio fue demolido. Sobrevivió la torre, que inicialmente poseía un reloj de fabricación inglesa. La torre sufrió grandes daños a causa del terremoto que azotó las Azores el 9 de julio de 1998, por lo que tuvo que ser restaurada.